# Polygonum arenastrum
Polygonum arenastrum é uma espécie de planta com flor, terófila, pertencente à família Polygonaceae. Ocorre em locais ruderais e em terrenos cultivados. Floresce de Junho a Outubro.
A autoridade científica da espécie é Boreau, tendo sido publicada em Flore du Centre de la France (ed. 3) 2: 559, no ano de 1857.

## Portugal
Trata-se de uma espécie presente no território português, nomeadamente em Portugal Continental e no Arquipélago da Madeira (presente da ilha da Madeira e ausente das ilhas de Porto Santo, Selvagens e Desertas.
Em termos de naturalidade é nativa das duas regiões atrás indicadas.

## Protecção
Não se encontra protegida por legislação portuguesa ou da Comunidade Europeia.